# Жолгабас
Жолгаба́с (каз. Жолғабас) — село у складі району Байдібека Туркестанської області Казахстану. Входить до складу Акбастауського сільського округу.
Населення — 353 особи (2021; 393 у 2009, 448 у 1999, 380 у 1989).